# Stadion Centrum Sportu w Kohtla-Järve
Stadion Centrum Sportu w Kohtla-Järve (est. Kohtla-Järve Spordikeskuse staadion) – wielofunkcyjny stadion znajdujący się w mieście Kohtla-Järve, w Estonii. Na tym stadionie swoje mecze rozgrywa drużyna piłkarska Lootus Kohtla-Järve. Stadion może pomieścić 2 200 widzów, jednak tylko 360 miejsc jest siedzących.